# Leo Kirch
Leo Kirch (Würzburg, 21 oktober 1926 - München, 14 juli 2011) was een Duitse mediamagnaat.
In 2002 ging de Kirch-groep, waar Kirch de voornaamste aandeelhouder in was, failliet.

## Kirch en Kohl
Leo Kirch en de voormalig bondskanselier van Duitsland Helmut Kohl stonden decennialang op goede voet. Kirch werd er meerdere keren van beschuldigd dat hij een meer dan proportionele aandacht aan Kohl en zijn partij gaf. Kohl regelde na zijn aantreden in 1982 als een van zijn eerste officiële daden als kanselier de creatie van commerciële televisie. Dit stelde Kirch in staat om eigenaar van een tv-station te worden en om de rechten voor sportuitzendingen te kopen. Tijdens het bijdragenschandaal in de CDU werd in 1999 bekend dat Kirch tijdens de ambtstermijn van Helmut Kohl als kanselier zes miljoen DM aan de CDU had gedoneerd.

## Voetnoten
1. ↑  (de)  Medienunternehmer Kirch ist tot. [dode link]